# Верт ан дер Изар
Верт ан дер Изар (њем. Wörth an der Isar) општина је у њемачкој савезној држави Баварска. Једно је од 35 општинских средишта округа Ландсхут. Према процјени из 2010. у општини је живјело 2.409 становника. Посједује регионалну шифру (AGS) 9274191.

## Географски и демографски подаци
Верт ан дер Изар се налази у савезној држави Баварска у округу Ландсхут. Општина се налази на надморској висини од 369 метара. Површина општине износи 4,8 km². У самом мјесту је, према процјени из 2010. године, живјело 2.409 становника. Просјечна густина становништва износи 498 становника/km².